# 吉川弘之
吉川 弘之（よしかわ ひろゆき、1933年8月5日 - ）は、日本の工学者。専門は、精密工学・一般設計学。学位は、工学博士（東京大学・1964年）。東京大学名誉教授、東京国際工科専門職大学学長、大阪国際工科専門職大学学長。名古屋国際工科専門職大学学長。日本学士院会員。瑞宝大綬章受章。
東京大学工学部教授、東京大学工学部学部長、東京大学総長、国立大学協会会長、日本学術会議会長、日本学術振興会会長、総合科学技術会議議員、放送大学長、産業技術総合研究所理事長、国際科学技術財団会長、科学技術振興機構特別顧問などを歴任した。

## 来歴

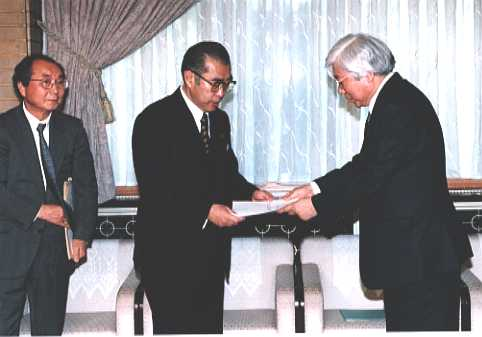
1999年4月12日、総理大臣官邸にて内閣総理大臣小渕恵三（中央）、日本学術会議IGBP専門委員会委員長榧根勇（左）と。

東京大学卒業後、三菱造船に就職、理化学研究所を経て、東大に戻る。最初の専門分野は切削工学であった。そのあと、工学の領域依存性の問題に気づき、工学の一般的問題として設計に注目して、一般設計学を提唱する。その後、設計と同じく領域横断型の問題である保全についても研究を行い、その一環としてロボット研究を行う。工学や産業、教育、学術行政に関する要職を歴任。
東京大学総長、日本学術会議会長、世界科学会議会長等の職においては、科学と社会の関係、ことに持続可能な社会のための科学・技術について積極的に意見を述べている。
東海村JCO臨界事故をうけ、1999年12月24日に提出された原子力安全委員会事故調査委員会の最終報告書において、委員長所感として「定められた作業基準を逸脱した条件で作業者が作業を行った結果、生起したものである。従って直接の原因は全て作業者の行為にあり、責められるべきは作業者の逸脱行為である。」とし、組織責任ではなく、死亡した作業員個人の責任との認識を示した。

## 経歴
- 1933年 東京に生まれる
- 1949年 港区立青山中学校卒業
- 1952年 東京都立日比谷高等学校卒業
- 1956年
  - 東京大学工学部精密工学科卒業
  - 三菱造船株式会社入社
  - 株式会社科学研究所（現：理化学研究所）入所
- 1978年 東京大学工学部教授
- 1989年 東京大学工学部学部長に就任
- 1993年
  - 東京大学総長に就任 (-1997年)
  - 国立大学協会会長に就任 (-1997年)
- 1997年
  - 東京大学より名誉教授の称号を授与される
  - 日本国際賞受賞
  - 日本学術会議会長に就任
  - 総合科学技術会議議員に就任
  - 国家産業技術戦略検討会座長に就任（第2次橋本内閣）
  - 国際的に通用するエンジニア教育検討委員会（日本工学教育協会）委員長に就任
- 1998年 放送大学長に就任
- 1999年
  - 国際科学会議会長に就任
  - 日本技術者教育認定機構設立会長に就任
  - 原子力安全委員会事故調査委員会委員長就任。東海村ウラン加工工場における臨界事故調査書提出
- 2000年 レジオン・ドヌール勲章オフィシエ受章
- 2001年 独立行政法人産業技術総合研究所理事長に就任
- 2005年 皇室典範に関する有識者会議座長（小泉内閣）
- 2008年 瑞宝大綬章を受章
- 2009年
  - 科学技術振興機構研究開発戦略センター長に就任
  - 独立行政法人産業技術総合研究所最高顧問に就任
- 2014年 日本学士院会員となる
- 2019年 東京国際工科専門職大学学長に就任
- 2021年 大阪国際工科専門職大学学長に就任
- 2025年 名古屋国際工科専門職大学学長に就任

## 著書
- 『信頼性工学』精密工学講座. コロナ社,1979
- 『ロボットと人間』日本放送出版協会,1985.NHKブックス
- 『概念の設計から社会システムへ』三田出版会,1990.ステアリングシリーズ 科学技術を先導する30人
- 『テクノグローブ 「技術化した地球」と「製造業の未来」』工業調査会,1993
- 『テクノロジーの行方』岩波書店,1996.21世紀問題群ブックス
- 『テクノロジーと教育のゆくえ』岩波書店,2001.シリーズ教育の挑戦
- 『科学者の新しい役割』岩波書店,2002.双書科学/技術のゆくえ
- 『本格研究』東京大学出版会,2009
- 『研究開発戦略立案の方法論 持続性社会の実現のために』科学技術振興機構研究開発戦略センター,2010
- 『一般デザイン学』岩波書店,2020

### 共編著
- 『コンピュータグラフィック論』編.日科技連出版社,1977
- 『最新工場FA事例集』編.技術出版,1984
- 『ロボットが街を歩く日 剛い機械から柔らかい機械へ』立花隆対話.三田出版会,1987.ソフトテクノロジーシリーズ
- 『インテリジェントCAD』冨山哲男共編著.朝倉書店,1989-91.ハイテクシリーズ
- 『設計とCAD』木村文彦共編.朝倉書店,1993
- 『逆工場 見えてきた製造業これからの10年』IM研究会共編著.日刊工業新聞社,1999
- 『設計学 ものづくりの理論』冨山哲男共著.放送大学,2000
- 『来るべき「世界の形」を描く 21世紀・知的リーダーたちの提言』編著.日刊工業新聞社,2001
- 『第2種基礎研究 実用化につながる研究開発の新しい考え方』内藤耕共編著.日経BP社 2003
- 『「産業科学技術」の哲学』内藤耕共著.東京大学出版会、2005

### 翻訳
- G.ブースロイド, A.H.レッドフォード『自動組立工学』佐田登志夫,木下夏夫共訳.培風館,1969.
- F.R.A.Hopgood ほか『コンピュータ・グラフィックス基本ソフトウェアGKS』監訳.啓学出版,1986

## 受賞
- 1995年 精密工学会蓮沼記念賞. 受賞業績:一般設計学「精密機械」第45巻(1979年)第8号
- 1995年 大川出版賞. 受賞図書: テクノグローブ - 「技術化した地球」と「製造業の未来」 -
- 1997年 日本国際賞. 受賞業績：ロボット産業の創設と全地球的技術パラダイムの創出（共同受賞）[3]

## 社会的活動
- 日本ユネスコ国内委員会会長
- 文部省大学審議会委員
- 文部科学省中央教育審議会委員（第1期）
- 国立大学法人東北大学理事
- 財団法人トヨタ財団理事
- 財団法人旭硝子財団理事
- 財団法人東芝国際交流財団評議員
- 学校法人国際技能工芸機構理事
- 財団法人国連大学協力会理事長
- 財団法人住友財団理事
- 財団法人2005年日本国際博覧会顧問
- 社団法人日本経済調査協議会代表理事
- 財団法人日本システム開発研究所評議員
- 財団法人ニューテクノロジー振興財団理事
- 財団法人損保ジャパン記念財団評議員
- 特定非営利活動法人日中産学官交流機構特別顧問
- 財団法人大河内記念会理事長
- 社団法人科学技術国際交流センター評議員
- 財団法人損保ジャパン環境財団評議員
- 財団法人東電記念科学技術研究所理事
- 財団法人国立京都国際会館理事
- 財団法人りそな中小企業振興財団理事
- 日本デザイン機構顧問
- 財団法人ファナックＦＡロボット財団理事
- 財団法人新産業創造研究機構副理事長
- 一般財団法人理数教育研究所名誉理事
- 東京大学地域同窓会連合会会長(2021.02~ )